# Lúč na Ostrove
Lúč na Ostrove este o comună slovacă, aflată în districtul Dunajská Streda din regiunea Trnava. Localitatea se află la altitudinea de 118 m deasupra n.m., se întinde pe o suprafață de 15,89 km2 și în 2017 număra 716 locuitori.

## Istoric
Localitatea Lúč na Ostrove este atestată documentar din 1248.

## Demografie
| An:                | 1994 | 2004   | 2014   | 2024   |
| ------------------ | ---- | ------ | ------ | ------ |
| Număr de persoane: | 723  | 755    | 722    | 733    |
| Diferență:         |      | +4,42% | −4,37% | +1,52% |

| An:                | 2023 | 2024   |
| ------------------ | ---- | ------ |
| Număr de persoane: | 713  | 733    |
| Diferență:         |      | +2,80% |